# Konoša
Konoša (in lingua russa Коноша) è una città situata in Russia, nell'Oblast' di Arcangelo, più precisamente nel Konošskij rajon.